# 正しい政党
正しい政党（ただしいせいとう、韓国語: 바른정당）はかつて存在した韓国の政党。
結党時点では国会で共に民主党、セヌリ党、国民の党に次ぐ第4交渉団体であったが、途中で所属議員の半数以上が離党したためその座を失った。
2018年2月13日、国民の党と統合して正しい未来党となり、消滅した。

## 概要
朴槿恵大統領の与党であるセヌリ党（現・自由韓国党）を離党した議員を中心として、2017年1月24日に結成された。2016年12月27日に発表された新党結成宣言文では真の保守の中心となる事や自由民主主義を守る事を掲げるなど保守色を鮮明にした他、重要推進課題として
- 法治の実現
- 真の市場経済発展
- 徹底した安全保障
- 民生の安定

などを掲げた。前身となるセヌリ党との差別化を図るために、安保で保守を掲げながら、経済の民主化を進める改革を進めている。
党名は当初、仮称として「改革保守新党」（개혁보수신당）としていたが、2017年1月8日の会議で行われた所属議員や党職員の投票で「正しい政党」（바른정당）に決定された。
朴槿恵大統領が3月に罷免された事に伴って5月9日に行われた大統領選挙では、劉承旼を候補に擁立して戦ったが、7％弱の支持で4位に留まった。選挙期間中、ライバル・文在寅候補（共に民主党）有利であることが伝えられたことにより、旧セヌリ党の流れをくむ自由韓国党・正しい政党、それに、かつて共に民主党の反主流派だった議員が中心メンバーである国民の党を加えた3党が候補者の一本化に向けた交渉を行うも失敗に終わり、この動きに反旗を翻した正しい政党のメンバーのうち20人が離党し、古巣の自由韓国党に再合流を求め、自由韓国党は正しい政党を離党した13名の復党と懲戒処分を受けていた議員7名の処分解除を決定。

## 沿革
- 2016年
  - 12月20日：セヌリ党非主流派議員、2017年1月20日前後をめどに新党「改革保守新党」（仮称）を結成する方針示す[11]。
  - 12月27日：セヌリ党非主流派議員29名、離党と新党結成を公式宣言[12]。
- 2017年
  - 1月5日：創党発起人大会開催。創党準備委員長に鄭柄国（チョン・ビョングク）議員を選出[13]。
  - 1月8日：正式な党名を「正しい政党」とする事を決定。
  - 1月24日：創党大会を開催。代表に創党準備委員長の鄭柄国を選出。
  - 3月29日：5月に行われる大統領選挙における党公認候補に劉承旼を選出[14]。
  - 5月2日：議員13名が集団離党し、自由韓国党の洪準杓候補支持を表明（うち1名は翌3日に離党を撤回）[15][16]
  - 5月9日：大統領選挙。劉候補は6.76％（2,208,771票）で4位に留まる[17]。
  - 6月26日：党代表者会議で、党代表に国会議員の李恵薫（イ・ヘフン）を選出[18]
- 2018年
  - 2月13日：国民の党と統合し、正しい未来党を設立[19]。